# Campo di transito di Bolzano
Il campo di transito di Bolzano (in tedesco Polizei- und Durchgangslager Bozen, anche Dulag Bozen) fu un campo di concentramento nazista che fu attivo a Bolzano, nel quartiere di Gries-San Quirino, dall'estate del 1944 alla fine del secondo conflitto mondiale. Prima di questa data era già in essere dal 1942 un Lager fascista per prigionieri di guerra alleati. Ubicato in via Resia 80 (in tedesco Reschenstraße 80), oggi presso l'ex Lager si trova un luogo della memoria (in tedesco Passage der Erinnerung).

## Storia

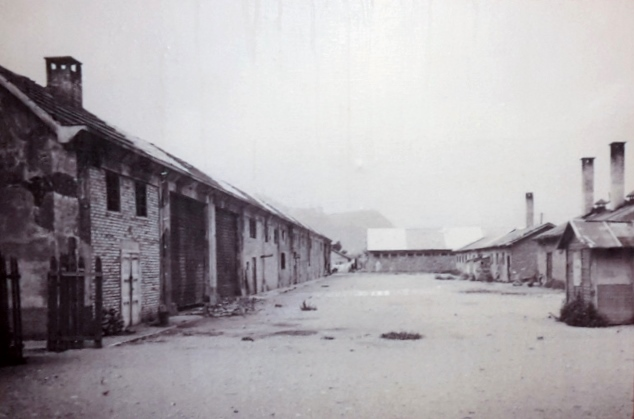
Vista del campo di transito di Bolzano (1945)

Bolzano, dopo l'8 settembre, era divenuta capoluogo della zona d'operazioni delle Prealpi, e si trovava dunque sotto il controllo dell'esercito tedesco.
Entrò in funzione nell'estate del 1944, in vecchi capannoni del genio militare italiano, e nei circa dieci mesi di attività passarono tra le sue mura tra 9.000 e 9.500 persone. Per decenni si è ritenuto che il numero dei prigionieri fosse superiore, perché la matricola più alta assegnata nel campo fu l'11.115, ed era noto che molti prigionieri - a cominciare dai circa 400 ebrei - non vennero immatricolati. In realtà a Bolzano la numerazione non partì da 1, ma circa da 2979, proseguendo da dove si era giunti a Fossoli. Tuttavia Mike Bongiorno, che fu tra i detenuti, ricevette il numero di matricola 2264. I deportati provenivano prevalentemente dall'Italia centrale e settentrionale, in gran parte arrestati da forze del regime collaborazionista della Repubblica Sociale Italiana e poi consegnati alle SS (circa il 20% fu arrestato a Milano, il 10% nella provincia di Belluno che con Trento e Bolzano era stata annessa alla Germania dopo l'8 settembre 1943 con la creazione della zona d'operazione delle Prealpi). Si trattava principalmente di oppositori politici, ma non mancarono deportati ebrei, disertori sudtirolesi della Wehrmacht o i loro familiari (Sippenhaft), zingari (Rom e Sinti) e Testimoni di Geova.
Una parte dei deportati - circa 3.500 persone, uomini, donne e anche diversi bambini - fu trasferita nei campi di sterminio del Reich (ad esempio Mauthausen, Flossenbürg, Dachau, Ravensbrück, Auschwitz); una parte fu invece utilizzata in loco, come lavoratori schiavi, sia nei laboratori interni al campo, che nelle aziende della vicina zona industriale ed alla IMI, che aveva trovato rifugio all'interno della galleria del Virgolo per sfuggire ai bombardamenti alleati, ma anche come raccoglitori di mele.
Fra coloro che transitarono da Bolzano e morirono nei lager, alcuni sono stati insigniti di onorificenze alla memoria: come la guida alpina Adamello Collini e il pastore Giacomo Spada, rispettivamente medaglia d'oro e d'argento al merito civile, catturati dai nazi-fascisti perché accompagnavano oltre confine militari “sbandati” e soldati alleati in fuga, ed entrambi deceduti a Mauthausen.
Durante la storia del campo, 23 italiani che furono catturati e lì internati, furono successivamente trucidati nell'eccidio della caserma Mignone, il 12 settembre 1944. In totale sono documentate come certe circa 48 uccisioni nel campo, anche se ne sono state ipotizzate fino a 300.
Man mano che gli alleati avanzavano, i deportati furono liberati a scaglioni tra il 29 aprile ed il 3 maggio 1945, quando il Lager fu definitivamente dismesso. Le SS ebbero cura di distruggere per intero la documentazione relativa al campo prima di ritirarsi.

## Il campo

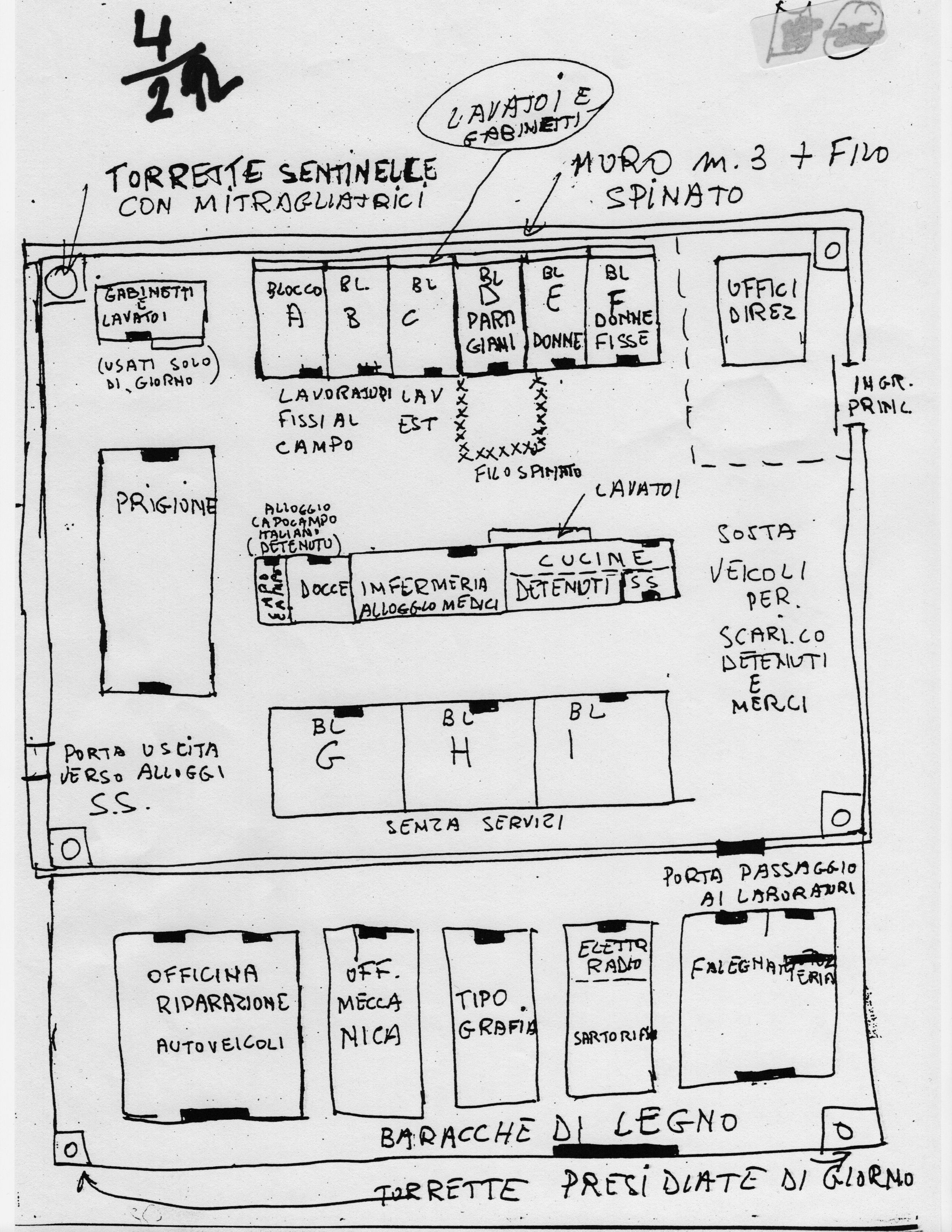
Mappa del campo di transito di Bolzano, disegnata da Gervasio Massetti internato nella sezione dei detenuti politici

I blocchi erano contrassegnati da una lettera. Nel blocco A, vi erano i lavoratori fissi, trattati leggermente meglio degli altri prigionieri perché necessari al funzionamento del campo; nei blocchi D ed E erano rinchiusi i prigionieri politici considerati più pericolosi, separati dagli altri deportati; nel blocco F donne e bambini. I deportati ebrei di sesso maschile venivano invece stipati nel blocco L. Era presente anche un blocco celle - la prigione del campo - con 50 posti angusti. Le celle furono luogo di tortura e di morte per decine di prigionieri.
Amministrativamente il campo era gestito dalle SS di Verona. Comandante della Gestapo e del servizio di sicurezza tedesco in Italia era il Brigadeführer (Generale di brigata) delle SS Wilhelm Harster, a capo del campo vi erano invece il tenente Karl Titho ed il maresciallo Haage, che guidavano una guarnigione composta da militari tedeschi, sudtirolesi ed ucraini i quali si resero responsabili di esecuzioni sommarie, torture e violenze di ogni genere.

### I sottocampi (Außenlager)
Il campo di Bolzano fu l'unico, tra quelli italiani, ad avere dei campi di lavoro dipendenti. Interrotti dai bombardamenti alleati i collegamenti ferroviari e stradali del Brennero, e quindi impedite le deportazioni verso i grandi lager del Reich, i nazisti crearono dei sottocampi nella regione per sfruttare il lavoro dei prigionieri. I principali si trovavano nel comune di Merano, in località Certosa nel comune di Senales, a Sarentino, a Moso in Passiria ed a Vipiteno. Altri erano a Dobbiaco e Colle Isarco. In realtà, la definizione di sottocampi è piuttosto impropria: si trattava o di baracche (Sarentino) o di caserme dell'esercito (Merano e Vipiteno) o della Guardia di Finanza (Certosa).

#### Il campo satellite di Certosa
L'Außenlager Karthaus ospitava circa 50 deportati, deputati al trasporto merci dalla stazione di Senales in paese; in un primo momento furono rinchiusi in baracche in paese, poi nella caserma della Guardia di Finanza. Fu smantellato all'inizio del 1945.

#### Il campo satellite di Merano
L'Außenlager Meran-Untermais era il quarto campo satellite per numero di deportati (dopo Sarentino, Vipiteno, Moso), oltre un centinaio, che trovavano posto nella caserma Bosin, nei pressi dell'ippodromo cittadino. Anche in questo campo, compito principale dei deportati era quello di trasportare materiale dalla stazione.
Il CLN meranese fu molto attivo nel supporto a questi deportati, e si segnalò in modo particolare un sacerdote, don Primo Michelotti.

#### Il campo satellite di Sarentino
L'Außenlager Sarntal fu di gran lunga il più grande fra i campi satellite. Oltre 500 furono i deportati nelle sei baracche costruite all'imbocco della val Sarentina, in zona Sill. Compito dei deportati, oltre a lavori di falegnameria, era soprattutto quello di allargare la strada: la val Sarentina, che corre parallela alla val d'Isarco avrebbe potuto costituire una via di ritirata settentrionale alternativa.
L'origine del campo è dovuta ad una serie di falliti trasferimenti a Mauthausen nel febbraio 1945. La linea del Brennero era stata danneggiata, ed i deportati nel Lager di Bolzano erano diventati troppo numerosi. Le SS decisero dunque di trasferirne una parte all'imboccatura della valle, per poterli utilizzare nel cantiere stradale.

## Sistema di codifica dei contrassegni dei prigionieri
Nel Campo di transito di Bolzano vigeva un utilizzo dei simboli identificativi degli internati differente rispetto a quello comune a molti lager:
- un triangolo rosso contrassegnava gli oppositori politici;
- un triangolo rosa contrassegnava i rastrellati;
- un triangolo giallo contrassegnava gli ebrei;
- un triangolo bianco o verde contrassegnava gli ostaggi.

## La resistenza
Era presente un'organizzazione di resistenza con ramificazioni interne ed esterne al campo. In realtà si può parlare di tre forme distinte e parallele di resistenza: una politica, organizzata dal Comitato di Liberazione Nazionale (prima dall'emanazione locale di quello milanese, fino al dicembre 1944, poi - quando si strutturò - da quello bolzanino) e dalle brigate partigiane; una organizzata dal clero (molti furono i sacerdoti arrestati e deportati per aver fornito aiuto agli internati nel Lager); una spontanea, fatta di semplici cittadini che portavano aiuto autonomamente, magari a parenti internati. L'attività coinvolse decine di persone che riuscivano a far giungere notizie dei deportati al di fuori delle mura, e viceversa.
Per tutta la vita del campo funzionò un comitato clandestino di resistenza interno - coordinato da Ada Buffulini e che vedeva fra gli animatori anche Laura Conti ed Armando Sacchetta - che lavorò in costante contatto con un comitato clandestino operante nella città di Bolzano e che fu diretto fino al 19 dicembre 1944, data del suo arresto, da Ferdinando Visco Gilardi ("Giacomo") e quindi, fino alla liberazione, da Franca Turra ("Anita"). Grazie a questa rete furono fatti pervenire ai prigionieri del lager centinaia di pacchi con generi di prima necessità, viveri e vestiario, e si mantenne attiva e operante una rete clandestina di corrispondenza che consentì a centinaia di famiglie di avere notizie dirette dai prigionieri: quelle lettere sono in moltissimi casi l'ultimo segno di vita di deportati uccisi nei lager nazisti.
La rete interna organizzò e realizzò con successo decine di fughe dal campo: ne sono documentate una cinquantina.

## I processi
Nel gennaio 1946, un tribunale militare americano condannò a morte per impiccagione gli ufficiali delle SS Heinrich Andergassen, August Schiffer e Albert Storz per l'omicidio di cinque prigionieri di guerra americani, tra cui l'agente dell'OSS Roderick Stephen Hall, e due prigionieri di guerra britannici. Un quarto uomo, Gendarmeriewachtmeister Hans Butz, è stato condannato all'ergastolo appositamente per il suo coinvolgimento nell'omicidio di Hall. Andergassen, Schiffer e Storz furono giustiziati in una palizzata militare americana a Livorno il 26 luglio 1946.
Nel novembre 2000 il tribunale militare di Verona ha condannato Michael Seifert all'ergastolo, pena confermata poi in appello (2002) ed in cassazione (2003). Questi, nato in Ucraina, fu da giovanissimo una SS addetta alla vigilanza nel campo di Bolzano, noto col soprannome di Misha. Tra il 1944 e il 1945 si rese protagonista, insieme ad un'altra SS ucraina, Otto Stein, di una lunga serie di atrocità nei confronti dei deportati, per le quali venne soprannominato il "boia di Bolzano". Vittime preferite, secondo quanto stabilito dai giudici, coloro che occupavano il blocco celle.
Si tratta di uno di quei casi giudiziari, come ad esempio quello per l'eccidio di Sant'Anna di Stazzema, rimasti sepolti per decenni in quello che è stato soprannominato l'"armadio della vergogna", riportato alla luce solo nel 1994. Tra i prigionieri di Seifert e Stein vi fu anche un giovanissimo Mike Bongiorno.
Seifert, che dopo la guerra si era rifugiato in Canada, a Vancouver, dovette rispondere di 15 capi di accusa, tra cui 18 omicidi. Fu rintracciato e fotografato da un cronista del Vancouver Sun, su indicazione dell'ANED, pochi giorni prima dell'inizio del processo.
La sua vicenda, attraverso le carte processuali, è stata ricostruita dagli storici Giorgio Mezzalira e Carlo Romeo nel libro "Mischa". L'aguzzino del Lager di Bolzano. Il 17 gennaio 2008 la Corte Suprema del Canada, dove risiedeva dal 1951, ha respinto la domanda per il permesso di appello dell'ottantatreenne criminale contro la sua estradizione in Italia, dove dovrà scontare l'ergastolo. Seifert è giunto in Italia il 16 febbraio 2008.
Otto Stein risulta ancora ricercato dalla giustizia italiana.
Alcuni anni prima, nel 1999, finirono sotto processo anche i comandanti del campo, Titho e Haage: il primo fu assolto per insufficienza di prove, contro il secondo, ritenuto dai giudici il vero padrone dei campi, non si poté procedere perché deceduto.

## Il campo oggi

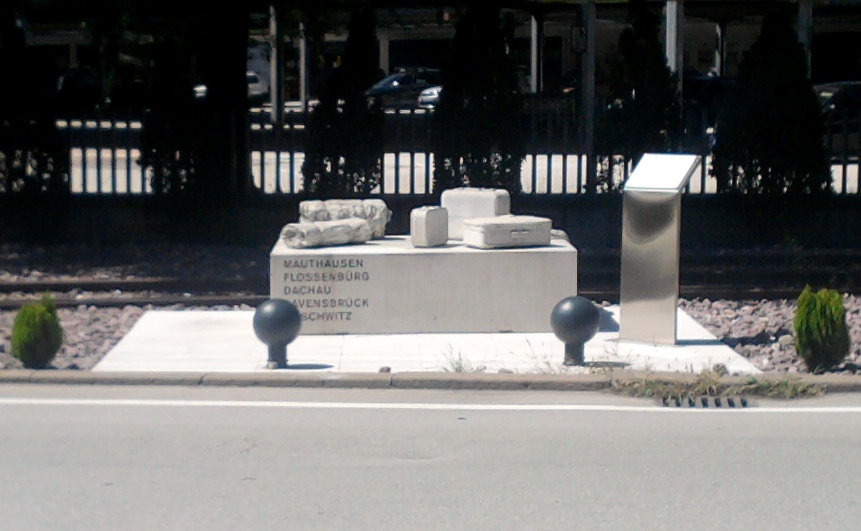
Il monumento di via Pacinotti, indicante i luoghi di deportazione

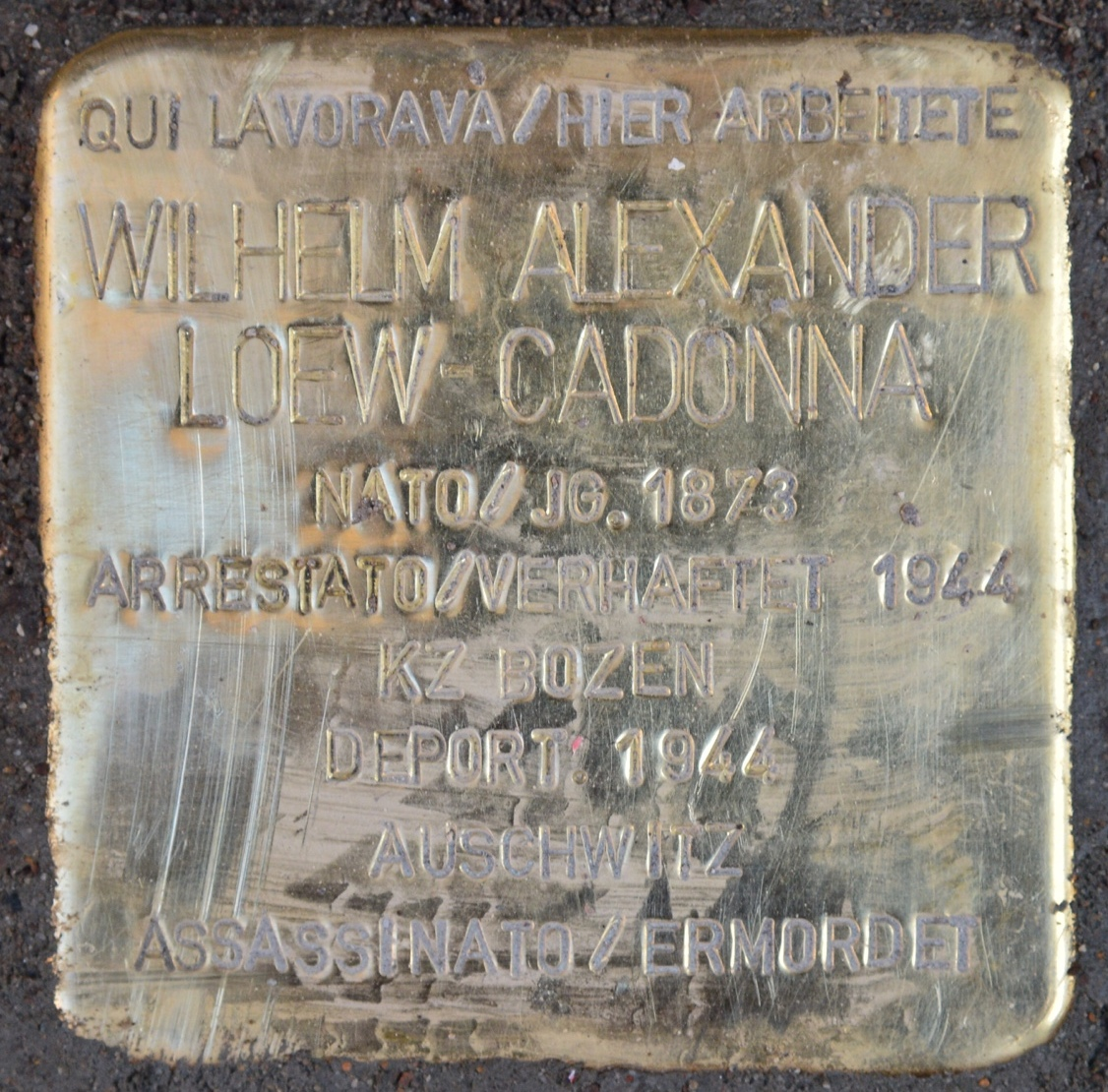
La Pietra d'inciampo, posata nel gennaio del 2015 in memoria di Wilhelm Alexander Loew-Cadonna (1873-1944)

Nel luogo che ospitava il campo di Bolzano oggi sorge un complesso di case popolari realizzato negli anni '60. Del campo rimangono poche tracce, praticamente solo  il muro  di recinzione, posto sotto tutela delle belle arti e restaurato. All'entrata principale  si notano illustrazioni che ricordano il tragico luogo. Nel 2005 il comune ha bandito un concorso per una serie di quattro installazioni artistiche a ricordo dei deportati. Le opere vincitrici, della scultrice bolzanina Christine Tschager, si trovano nei pressi dell'ex-Lager, in via Pacinotti (lungo i binari che attraversavano la zona industriale di Bolzano e su cui passavano i treni da e per il campo) ed in via Claudia Augusta (non lontano dalla galleria del Virgolo, luogo di lavoro coatto dove era stata trasferita la fabbrica IMI).
Già nel 1985 il comune aveva fatto erigere un monumento (opera di Claudio Trevi) ed una stele in memoria delle vittime del campo, ma non nell'area del campo stesso: sorge infatti sul sagrato della chiesa di San Pio X, poco distante da dove si trovava l'ingresso del lager, ma sull'altro lato della via Resia.
Nel 2012 è stato inaugurato, in occasione della Giornata della Memoria internazionale dedicata all'Olocausto, in via Resia 80 il Passaggio della Memoria (Passage der Erinnerung), facendo della via d'accesso al campo un luogo di memoria con tabelle esplicative in più lingue che narrano le vicissitudine legate alla storia del campo.

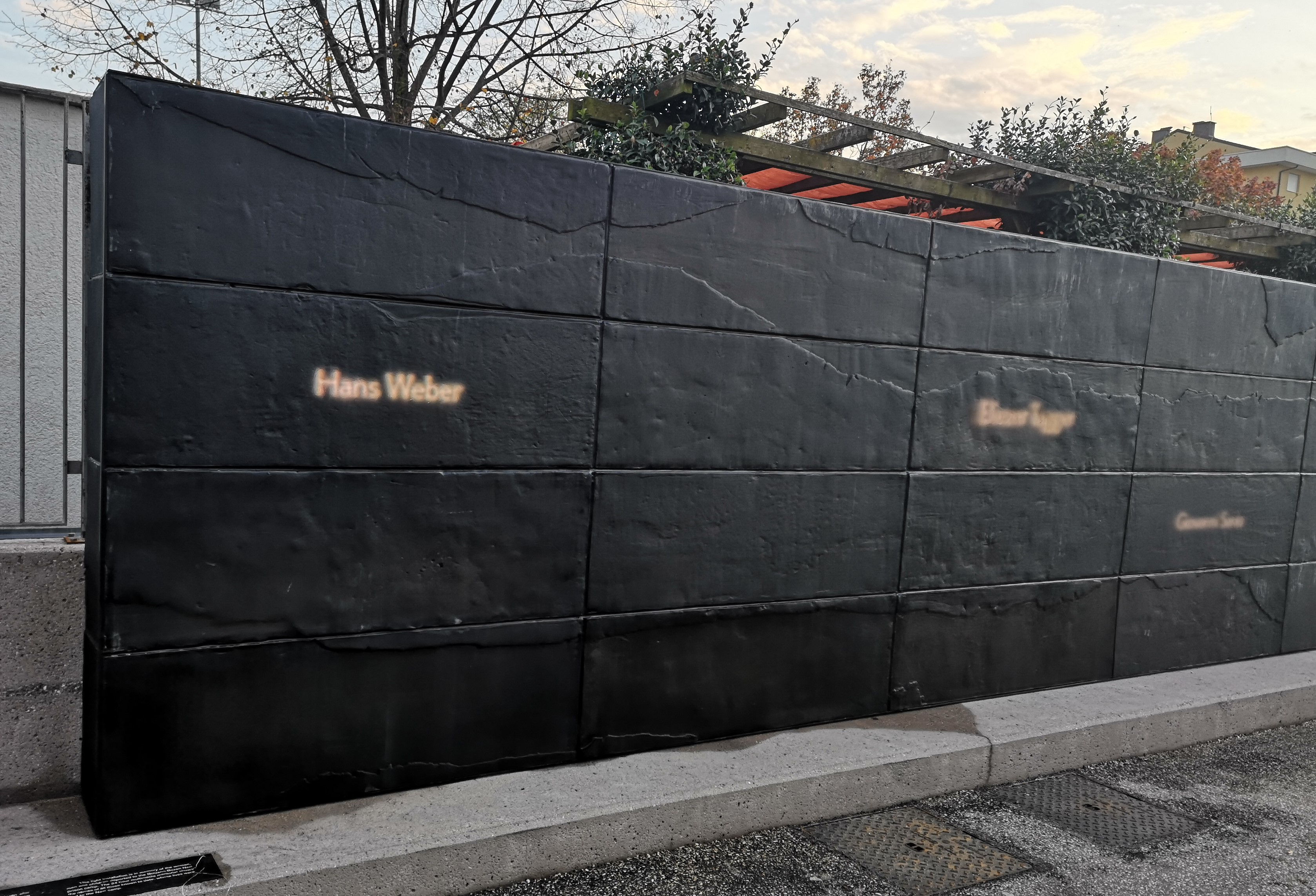
L'installazione permanente che dal 2019 ricorda i nomi dei detenuti

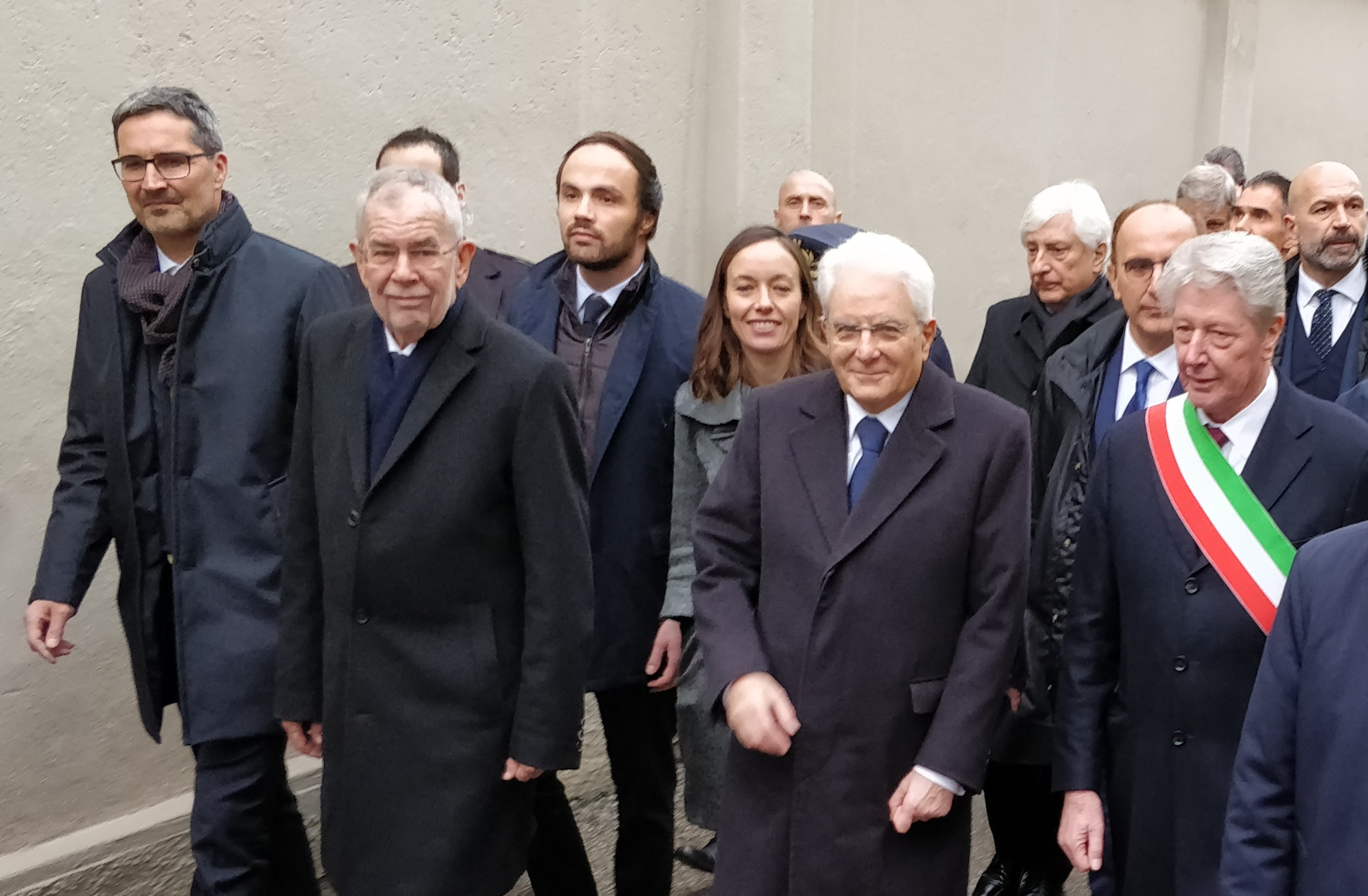
I presidenti austriaco Alexander Van der Bellen ed italiano Sergio Mattarella accompagnati dal presidente della provincia di Bolzano Arno Kompatscher e dal sindaco di Bolzano Renzo Caramaschi in occasione dell'omaggio congiunto nel novembre 2019

Ad esso si è aggiunta, nel 2019, un'installazione memoriale che proietta su una parete di vetro nero i nomi degli internati. Pochi mesi dopo l'inaugurazione dell'installazione, i presidenti di Austria ed Italia, Alexander Van der Bellen e Sergio Mattarella, hanno reso omaggio alle vittime del nazifascismo deponendovi assieme una corona floreale.
Dal 2015, una delle Pietre d'inciampo a Bolzano ricorda la vittima ebraica Wilhelm Alexander Loew-Cadonna, internato e maltrattato nel Lager di Bolzano prima della sua deportazione a Auschwitz.
Solo lentamente si è giunti a superare una certa «dicotomia della memoria» giungendo infine a un ricordo congiunto e post-etnico della storia del Lager di Bolzano e delle sue vittime, italiane e sudtirolesi. In questo faticoso processo si rispecchia anche la tardiva ripacificazione della società civile sudtirolese, composta da vari gruppi linguistici presenti sul territorio.